# Rezolucja Zgromadzenia Ogólnego ONZ nr 186
Rezolucja Zgromadzenia Ogólnego ONZ nr 186 – rezolucja uchwalona podczas II Sesji Specjalnej Zgromadzenia Ogólnego ONZ w dniu 14 maja 1948 w celu powołania i ustalenia zakresu uprawnień Mediatora ONZ w Palestynie.

## Tło rezolucji
Wielka Brytania zwróciła się o zwołanie I i II Sesji Specjalnej Zgromadzenia Ogólnego ONZ w sprawie Palestyny. Podczas I Sesji Specjalnej Zgromadzenia Ogólnego wysłuchano sprawozdań i zaleceń Komisji Narodów Zjednoczonych do Spraw Palestyny, po czym na II Sesji przegłosowano kolejne uchwały.
Zgromadzenie Ogólne głosując nad projektem uchwały wzięło pod uwagę aktualną sytuację w Mandacie Palestyny, w którym w dniu 14 maja 1948 wygasał brytyjski mandat. Uchwalona 29 listopada 1947 Rezolucja Zgromadzenia Ogólnego ONZ nr 181 zakładała rozwiązanie konfliktu izraelsko-arabskiego poprzez utworzenie dwóch państw w Palestynie: żydowskiego i arabskiego. Przywódcy społeczności żydowskiej zaakceptowali plan podziału Palestyny, chociaż wyrażali swoje niezadowolenie z umieszczenia Jerozolimy i Betlejem w międzynarodowej strefie pozostającej pod administracją ONZ. Zaproponowany obszar państwa żydowskiego przyjęli jako „niezbędne minimum”, i bez zgłaszania zastrzeżeń rozpoczęli przygotowania do utworzenia własnego państwa. Natomiast społeczność arabska sprzeciwiła się Rezolucji 181, twierdząc, że narusza ona prawa większości mieszkańców Palestyny. Arabowie spostrzegali plan podziału Palestyny jako niesprawiedliwy, ponieważ oddawał większość terytorium państwa w ręce stanowiącej mniejszość społeczności żydowskiej. W rezultacie, 30 listopada 1947 doszło do wybuchu wojny domowej w Mandacie Palestyny.

## Postanowienia rezolucji
Biorąc pod uwagę obecną sytuację, Zgromadzenie Ogólne ONZ zdecydowało się potwierdzić swoje poparcie dla starań Rady Bezpieczeństwa ONZ w celu osiągnięcia zawieszenia broni w Palestynie i zaapelowało do wszystkich rządów, organizacji i osób aby współpracowały dla skutecznego osiągnięcia rozejmu.
- Upoważniono Mediatora Narodów Zjednoczonych w Palestynie, wybranego przez komitet Zgromadzenia Ogólnego składający się z przedstawicieli Chin, Francji, ZSRR, Wielkiej Brytanii i Stanów Zjednoczonych do wykonania następujących zadań:
  - Nawiązania dobrych kontaktów z władzami lokalnymi i przywódcami społeczności w Palestynie w celu:
    - przeprowadzenia niezbędnych działań na rzecz zapewnienia bezpieczeństwa i dobrobytu ludności Palestyny;
    - zapewnienia ochrony świętych miejsc, budynków sakralnych i miejsc religijnych w Palestynie;
    - promowania pokojowego rozwiązania sytuacji w Palestynie;

  - Współpracy z Komisją Palestyny, powołaną przez Rezolucję Rady Bezpieczeństwa ONZ nr 48 z dnia 23 kwietnia 1948;
  - Jeśli uzna za słuszne, zaproszenia odpowiednich wyspecjalizowanych agencji Narodów Zjednoczonych, takich jak Światowa Organizacja Zdrowia, Międzynarodowy Komitet Czerwonego Krzyża i inne rządowe oraz pozarządowe organizacje o działalności humanitarnej i innej niż politycznej, do wspierania działań na rzecz poprawy dobrobytu mieszkańców Palestyny;
- Zobowiązano Mediatora ONZ do przedstawiania co miesiąc lub częściej, jeśli uzna to za konieczne, sprawozdania z postępu prac. Sprawozdanie ma być przedłożone Radzie Bezpieczeństwa i Sekretarzowi Generalnemu w celu przekazania członkom Narodów Zjednoczonych;
- Polecono Mediatorowi ONZ prowadzić swoją działalność zgodnie z postanowieniami niniejszej uchwały, oraz innych rezolucji, które mogą wydać Zgromadzenie Ogólne lub Rada Bezpieczeństwa;
- Upoważniono Sekretarza Generalnego do wypłacania wynagrodzenia Mediatorowi ONZ, które miało być równe w wartości wynagrodzeniu Prezesa Międzynarodowego Trybunału Sprawiedliwości, oraz zapewnienia Mediatorowi niezbędnego personelu do pomocy w wykonywaniu powierzonych funkcji[6].